# Rampe (sport)
Pour les articles homonymes, voir Rampe et Half-pipe (homonymie).
 (décembre 2023).
Si vous disposez d'ouvrages ou d'articles de référence ou si vous connaissez des sites web de qualité traitant du thème abordé ici, merci de compléter l'article en donnant les références utiles à sa vérifiabilité et en les liant à la section « Notes et références ».
La rampe, ou half-pipe (ou halfpipe), est un des types de modules de skatepark que l'on peut trouver dans les skateparks. C'est également le nom d'une discipline du skateboard, du roller et du BMX. On l'appelle également la « big », la « vert' » (venant de « verticale »), ou encore la « courbe ». C'est également une épreuve olympique en surf des neiges et en ski freestyle.

## Description
Il s'agit d'un double tremplin courbe, évoquant la forme d'un demi-tube (comme l'indique l'appellation anglaise). On peut former une rampe en assemblant deux quarter-pipe.
Les BMXeurs, skateurs ou rollermen descendent le long de la rampe d'un côté, prenant ainsi de l'élan pour remonter en flèche le long de l'autre. Les « riders » peuvent ainsi effectuer des figures (ou tricks) le long du « coping » (le bord de la rampe) ou dans les airs.

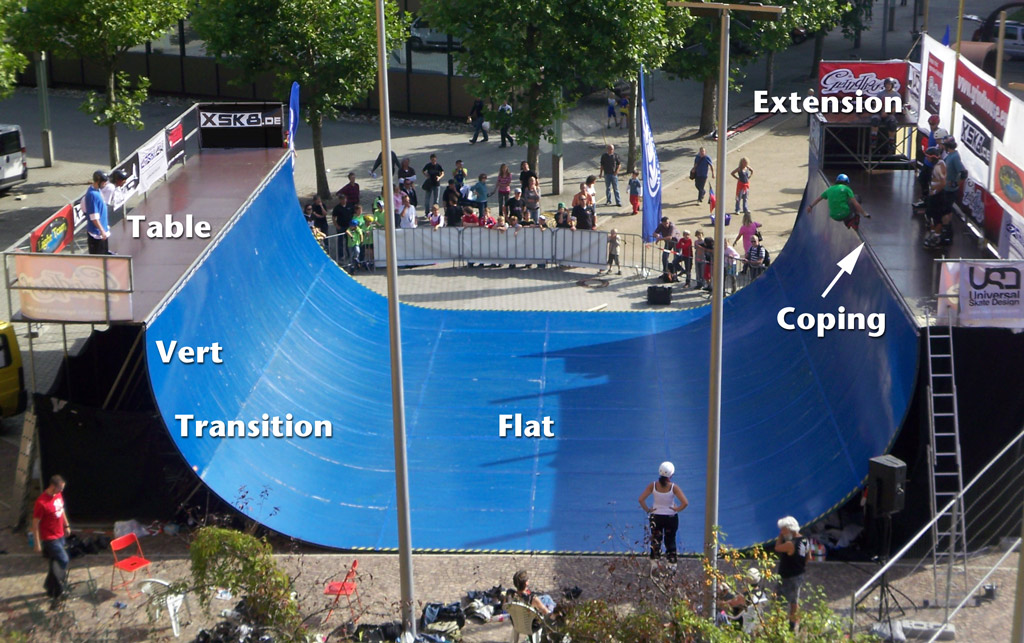
Une rampe, ou half-pipe

## Roller

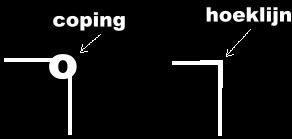
Le « coping » (rebord) de la rampe, le plus souvent de forme tubulaire, parfois carré : il s'agit de l'endroit où vient se positionner le H-Block du roller.

La rampe permet de faire beaucoup de figures en roller, plus particulièrement en roller agressif. Il existe plusieurs catégories :
- les airs (sauts simples) tels que le « mute », « method », « stalefish », « liu kang » ...
- les rotations de 180 à 1 260° pour les meilleurs mondiaux. Tourner dans le sens contraire de son sens de rotation normal est appelé « switch ».
- les rotations engagées, tels que les sauts périlleux (avant et arrière), les « misty », les « McTwist », les « flat spins » ...
- les inverts (sorte de poirier) sur l'angle (le « coping ») de la rampe.
- les slides qui consistent à glisser sur le « coping » en appui sur un ou deux pieds.

Toutes ces figures peuvent être effectuées « grabées », c’est-à-dire en attrapant les pieds (« grab » signifie « attraper » en anglais).
La France compte dans cette discipline un champion du monde amateur (Nicolas Mougin) et une superstar médiatique (Taïg Khris). En roller, la rampe est l'une des disciplines les plus impressionnantes, les riders partant à des hauteurs folles et faisant des figures impressionnantes. C'est un exercice très physique!

## Skateboard

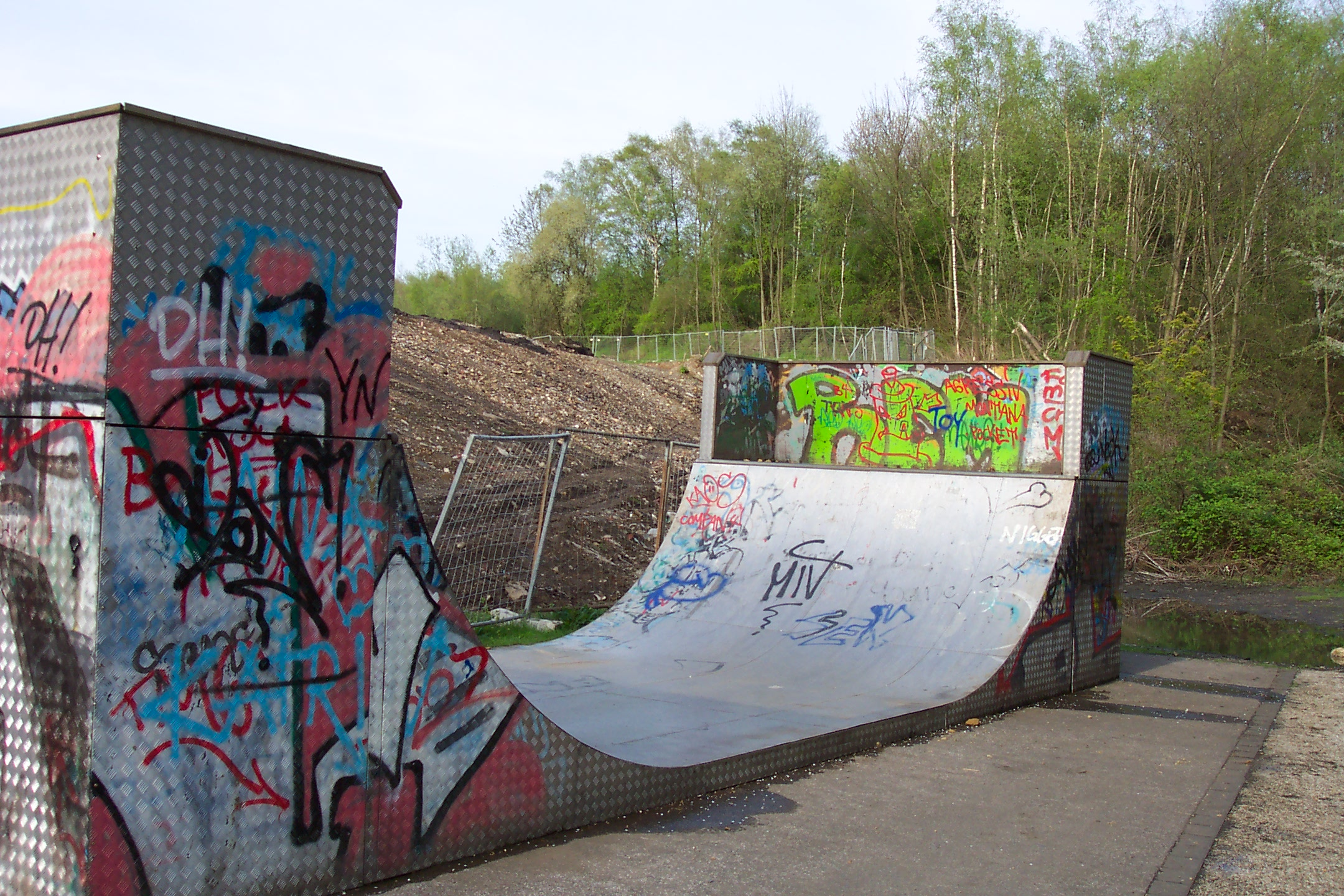
Un petit modèle : une minirampe à Wuppertal

Aux skateurs aussi, la rampe offre un grand nombre de possibilités. Sur le bord de la rampe, les skateurs peuvent entrer des « slides » ou des « grinds », mais aussi des « tricks au coping » tels que le « nose block », l'« invert », le « Gymnast Plant », le « Disaster », etc.
Dans les airs, la figure la moins complexe est la rotation. Si une rotation de 180°, en rampe, est à peine considérée comme une figure, les rotations les plus importantes peuvent aller jusqu'à 1 080°.
Au-delà de cela, la rampe permet au skateur de s'élever suffisamment pour entrer un nombre impressionnant de tricks aériens. Ceux-ci peuvent être des « flips » (faire tourner la planche sous ses pieds de différentes manières) ou des « grabs » (attraper la planche en un point précis, avec l'une, l'autre ou les deux mains).

## BMX
La rampe est également utilisée pour la pratique du BMX où il est alors possible d'exécuter des figures ou des « slides » sur le coping si le BMX dispose de pegs.

## Sports d'hiver

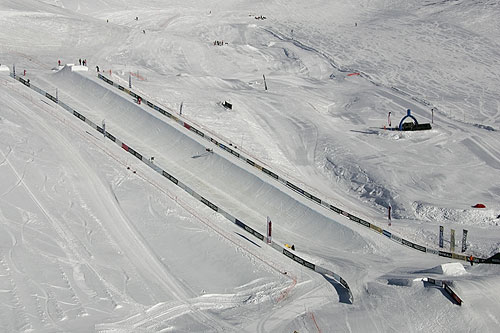
Un half-pipe pour les sports d'hiver

Un half-pipe, dans le cadre des sports d'hiver, appelé également rampe de neige et, au Canada, demi-lune, est une structure utilisée pour les sports de glisse comme le ski freestyle ou le snowboard.
C'est une structure de neige se présentant sous la forme d'un demi tube constitué de deux longs murs de neige de forme arrondie qui se font face et se rejoignent en leur base. Ces rebords arrondis s'appellent des murs ou des cuillères (walls en anglais). Le bord supérieur de ces murs s'appelle le coping.
Les half-pipes sont fabriqués par des dameuses avec un équipement spécial qui taille les cuillères arrondies. On appelle cette machine la Pipe Dragon ou Dragon Master.
Un half-pipe classique a une hauteur de murs d'à peu près 5 mètres mais les plus gros, dits « SuperPipes », peuvent aller jusqu'à 7 mètres au niveau du coping. Ils sont utilisés au Xgames, mais aussi sur le Winter Dew Tour, et d'autres grosses compétitions.

### Déroulement d'un passage
Le déroulement classique du passage d'un rideur dans un half-pipe s'effectue de la façon suivante :
- Le rider s'élance à l'intérieur du pipe depuis l'un des deux copings. On dit qu'il « droppe le coping »
- Il traverse le pipe en largeur en prenant un maximum de vitesse
- Il remonte la « cuillère » opposée à son point de départ
- Il décolle au-dessus du niveau du coping quand sa vitesse est suffisante
- Il effectue une figure en l'air
- Il retombe sur la « cuillère » d'où il a décollé
- Il traverse le pipe en largeur en sens inverse afin de recommencer sur la « cuillère » opposée
- Il effectue de cette manière des va-et-vient successifs jusqu'au bas du pipe.

Les buts recherchés sont la hauteur du saut, ainsi que l'esthétisme et la performance de la figure.
Sur un SuperPipe, les meilleurs athlètes mondiaux peuvent monter à plus de 6 mètres au-dessus du coping (le pipe faisant à peu près 7 mètres), soit une hauteur totale qui peut atteindre 12 mètres.

### Risques
La difficulté d'un saut sur un half-pipe réside dans le maintien en l'air d'une trajectoire verticale. Dans le cas contraire, le rideur risque de retomber sur le coping ou, plus dangereux, à la base du pipe.

### Compétition
Le half-pipe est une discipline olympique en snowboard depuis les Jeux olympiques de Nagano en 1998. Début avril 2011, le comité olympique a décidé d'intégrer le ski halfpipe aux Jeux Olympiques. Les premiers Jeux à intégrer cette épreuve sont les Jeux olympiques de Sotchi, en 2014 avec une médaille obtenue par les Français Kevin Rolland et Marie Martinod.
Il est également disputé en ski et snowboard aux X Games, compétition privée  en parallèle des Jeux olympiques.
C'est une des cinq disciplines disputées sur le Ticket To Ride (TTR) World Snowboard Tour.
Les compétiteurs sont notés sur quatre critères : la difficulté, l'amplitude, la variété et l'exécution.